# Mario Antonio Cargnello

Wappen von Mario Antonio Cargnello

Mario Antonio Cargnello (* 20. März 1952 in San Fernando del Valle de Catamarca, Provinz Catamarca, Argentinien) ist Erzbischof von Salta.

## Leben
Mario Antonio Cargnello empfing am 8. November 1975 die Priesterweihe.
Papst Johannes Paul II. ernannte ihn am 7. April 1994 zum Bischof von Orán. Die Bischofsweihe spendete ihm der Bischof von Catamarca, Elmer Osmar Ramón Miani, am 24. Juni desselben Jahres; Mitkonsekratoren waren Moisés Julio Blanchoud, Erzbischof von Salta, und Gerardo Eusebio Sueldo, Bischof von Santiago del Estero. Die feierliche Amtseinführung (Inthronisation) fand am 16. Juli desselben Jahres statt.
Am 24. Juni 1998 berief ihn Johannes Paul II. zum Koadjutorerzbischof von Salta. Nach der Emeritierung Moisés Julio Blanchouds folgte er diesem am 6. August 1999 im Amt des Erzbischofs von Salta nach.